# Rubén Palazuelos
Rubén Palazuelos García (Santander, Cantabria, España, 11 de abril de 1983) es un futbolista español. Jugaba de centrocampista defensivo en la Real Sociedad Gimnástica de Torrelavega, del Grupo 3 de la Tercera división de España. Actualmente milita en el Club de Fútbol Vimenor para la temporada 21/22.

## Trayectoria
Rubén Palazuelos se formó en las categorías inferiores del Racing de Santander. Después jugó en el Lanzarote, Palencia y Gimnástica de Torrelavega. En la campaña 2006/07 fichó por el Aris de Salónica, equipo con el que disputó 22 partidos de competición oficial.
Las tres últimas temporadas Rubén Palazuelos ha jugado en el Heart Midlothian de Escocia. En total ha disputado 127 encuentros oficiales con el equipo escocés y en su primera campaña fue elegido el mejor jugador del equipo por los seguidores del Heart.
Sin equipo desde junio de 2011, firma en el mercado invernal por lo que resta de temporada 2011-2012 y la 2012-2013 por el Deportivo Alavés.
En junio de 2012, Palazuelos rescinde su contrato con el equipo vitoriano y firma por el recién ascendido a la primera división búlgara Botev Plovdiv por tres temporadas. 
En abril de 2013 el centrocampista afronta una nueva aventura en el exterior. Tras Grecia (Aris), Escocia (Hearts) y Bulgaria (Botev Plovdiv) se compromete con el Honka Espoo finlandés. 
En la temporada 2015/2016 defiende los colores del equipo salmantino Club Deportivo Guijuelo en el grupo I de la Segunda División B española.
En julio de 2016 se compromete con Real Avilés por 2 temporadas con opción a una tercera.
Al finalizar su primera temporada, rescinde el contrato de mutuo acuerdo con el club realavilesino y firma por 2 temporadas con opción a una tercera con la Real Sociedad Gimnástica de Torrelavega.

## Clubes
| Racing de Santander B     | España    | 2002-2004 |            |        |
| U. D. Lanzarote           | España    | 2004-2005 |            |        |
| C. F. Palencia            | España    | 2005-2006 |            |        |
| Gimnástica de Torrelavega | España    | 2006      |            |        |
| Aris Salónica F. C.       | Grecia    | 2006-2007 |            |        |
| Heart of Midlothian F. C. | Escocia   | 2007-2011 |            |        |
| Deportivo Alavés          | España    | 2011-2012 |            |        |
| PFC Botev Plovdiv         | Bulgaria  | 2012-2013 |            |        |
| F. C. Honka Espoo         | Finlandia | 2013      |            |        |
| Yeovil Town F. C.         | Escocia   | 2014      |            |        |
| Ermis Aradippou           | Chipre    | 2014–2015 |            |        |
| Ross County F. C.         | Escocia   | 2015      |            |        |
| C. D.Guijuelo             | España    | 2015–2016 |            |        |
| Real Avilés               | España    | 2016-2017 |            |        |
| Gimnástica de Torrelavega | España    | 2017-     | Cf vimenor | España |